# Limba persană
Persana (فارسی, farsi, [fɒːɾsiː]) este o limbă indo-europeană vorbită în Sudul și Centrul Asiei. În limba persană ea se numește parsi, dar a ajuns prin arabă la forma farsi răspândită internațional dar mai puțin agreată de către intelectualii iranieni.

## Răspândire și statut oficial

Zone unde limba persană e vorbită ca limbă maternă

Persana are aproximativ 71 milioane de vorbitori ca limbă maternă și alte vreo 30 de milioane ca limbă secundară. Este limba oficială în Iran, Afganistan (alături de limba paștună) și Tadjikistan (dialectul tadjic, considerat în trecut limbă separată din motive mai mult politice decât lingvistice). Minorități persanofone se găsesc în Uzbekistan și în diasporă în India, Pakistan, Statele Unite ale Americii, Israel. Limba persană este scrisă oficial în Iran și Afganistan în alfabetul persan, o derivare a alfabetului arab, iar în Tadjikistan în alfabetul tadjik, un derivat al chirilicii.
Persana modernă este o continuare a persanei mijlocii, o limbă oficială a Imperiului Sasanid (224-651 CE), ea însăși o continuare a persanei vechi, care a fost folosită în Imperiul Ahemenid (550-330 î.Hr.). A luat naștere în regiunea Fars (Persia) din sud-vestul Iranului. Gramatica sa este similară cu cea a multor limbi europene.
Limba dari afgană a fost puternic amestecată cu limbi precum mongola.

## Istorie
Încă din antichitate persana a fost o limbă importantă, fiind limba principală a Persiei, unul din cele mai puternice state asiatice. După cucerirea islamică, persana a devenit una din limbile principale ale culturii islamice din Asia, fiind folosită ca limbă de prestigiu în întreaga Asie Centrală și de Sud, inclusiv de popoare care nu vorbeau persana ca limbă maternă. În subcontinentul indian persana a fost limba oficială a împăraților moguli, abia în 1842 colonizatorii britanici luînd măsuri de înlocuire a acesteia cu engleza.
Persana vechi este atestată în scrieri cuneiforme și inscripții din secolele VI și IV î.Hr. Persana mijlocie apare în inscripții zoroastriene între secolele al III-lea și al X-lea d.Hr. (a se vedea literatura persană mijlocie). Noua literatură persană a fost atestată pentru prima dată în secolul al IX-lea, după cucerirea musulmană a Persiei, adoptându-se de atunci scrierea arabă.  Persana a fost prima limbă care a bătut monopolul limbii arabe în scrieri, în lumea musulmană, poezia persană devenind o tradiție în multe curți din est.  Acesta a fost folosită în mod oficial ca limbă de birocrație chiar și de către non-vorbitori nativi, cum ar fi otomanii din Asia Mică,  mogulii din Asia de Sud, și pashtunii din Afganistan, influențând limbile vorbite în aceste regiuni și în regiunile învecinate.
Unele dintre cele mai cunoscute opere ale literaturii persane din Evul Mediu sunt Shahnameh de Ferdowsi, lucrările lui Rumi, Rubaiyat ale lui Omar Khayyam, The Panj Ganj de Nizami Ganjavi, Divanul lui Hafez, Conferința Păsări de Attar , și operele lui Golestan și Bustan de Saadi Shirazi. Unii dintre poeții persani moderni proeminenți au fost Nima Yooshij, Ahmad Shamlou, Simin Behbahani, Sohrab Sepehri, Rahi Mo'ayyeri, Mehdi Akhavan-Sales și Forugh Farrokhzad.
Există aproximativ 110 milioane de vorbitori de persană în întreaga lume, inclusiv iranieni, tadjici, populații caucaziene, etc. Termenul de Persofon ar putea fi, de asemenea, folosit pentru a se referi la un vorbitor de persană.

### Etimologie
Termenul persană este o derivare engleză a latinescului Persiānus, forma adjectivală a Persiei, acest termen derivând din grecescul Persís ( Περσίς ),  o formă elenizată a persanului vechi Pārsa,  care înseamnă „ Persia” (o regiune din sud-vestul Iranului, care corespunde Fars -ului modern). Conform Oxford English Dictionary, termenul persană ca nume de limbă este atestat pentru prima dată în engleză la mijlocul secolului al XVI-lea. 
Farsi , care este cuvântul persan pentru limba persană, a fost, de asemenea, utilizat pe scară largă în limba engleză în ultimele decenii, mai des pentru a se referi la persana standard a Iranului. Cu toate acestea, denumirea de persană este încă mai mult utilizată. Istoricul și lingvistul iranian Ehsan Yarshater, fondatorul Encyclopædia Iranica și al Centrului de Studii Iraniene al Universității Columbia, respinge utilizarea denumirii de farsi în limbi străine. 
Etimologic, termenul persan Fārsi derivă din forma sa anterioară Pārsi ( Pārsik în persana mijlocie ), care la rândul său provine din aceeași rădăcină ca și termenul englezesc persan.  În același proces, toponimul din persana mijlocie de Pārs ("Persia") a evoluat în numele modern Fars.  Trecerea fonemică de la / p / la / f / se datorează influenței arabei în Evul Mediu și se datorează lipsei fonemului / p / în araba standard.
Persana standard a Iranului a fost denumită, în afară de persană și farsi , și persana iraniană și persana occidentală.  Limba oficială a Iranului este desemnată pur și simplu ca persană ( فارسی , fārsi ). 
Persana Dari ( فارسی دری , fārsi-ye dari ), adică persana standard a Afganistanului, a fost numită oficial Dari ( دری , dari ) din 1958.  De asemenea, este denumită persană afgană în engleză, și este a doua limbă oficială din Afganistan, împreună cu paștuna. Termenul Dari , care înseamnă „curte”, se referea inițial la persana folosită la curtea Imperiului Sasanid din capitala Ctesifon, care a fost răspândită în nord-estul imperiului și a înlocuit treptat fostele dialecte iraniene din Partia (parta). 
Persana tajică ( forsíi tojikӣ́ , forsi-i tojikī ), care este persana standard a Tadjikistanului, a fost desemnată oficial drept Tajică ( tojikӣ , tojikī ) încă de pe vremea Uniunii Sovietice .  Este numele dat persanei vorbite în Asia Centrală, în general.

### Persana veche
Ca limbă scrisă, persana veche este atestată în inscripțiile regale ahemenide . Cel mai vechi text cunoscut scris în persană veche este inscripția Behistun , datând din timpul regelui Darius I (a domnit în 522–486 î.Hr.).  Exemple de persană veche au fost găsite în ceea ce este acum Iranul, România (Gherla),  Armenia , Bahrain , Irak , Turcia și Egipt . Persana veche este una dintre cele mai vechi limbi indo-europene, atestată în texte originale. 
Potrivit anumitor ipoteze istorice despre istoria timpurie și originea perșilor antici din sud-vestul Iranului (de unde provin ahemenizii), persana veche a fost vorbită inițial de un trib numit Parsuwash, care a ajuns în Platoul Iranului la începutul mileniului I î.Hr. și a migrat în cele din urmă în zona provinciei actuale Fars. Limba lor, persana veche, a devenit limba oficială a regilor achemenizi.  Înregistrările asiriene, care, de fapt, par să ofere cele mai vechi dovezi ale prezenței iraniene antice (persane și mediane) pe Platoul iranian, oferă o cronologie bună, dar este doar o indicație geografică aproximativă a ceea ce pare a fi perșii antici. În aceste înregistrări ale secolului al 9-lea î.e.n. , Parsuwash (împreună cu Matai, probabil medieni) sunt menționați pentru prima dată în zona lacului Urmia în notele lui Salmanezer III.  Identitatea exactă a Parsuwash-ului nu este cunoscută cu certitudine, dar din punct de vedere lingvistic, cuvântul se potrivește cu persana veche pārsa în sine, provenind direct din cuvântul mai vechi * pārćwa . Legată de persana veche, dar dintr-o ramură diferită a familiei limbilor iraniene, era limba Avestei, adică limba textelor liturgice zoroastriene .

### Persana mijlocie
Conjugarea și declinarea gramaticală complexă a persanei vechi a cedat în fața structurii persanei mijlocii în care numărul dublu a dispărut, lăsând doar singular și plural, la fel cum a dispărut și genul. Persana mijlocie a dezvoltat construcția ezāfe , exprimată prin ī (modern ye ), pentru a indica unele dintre relațiile dintre cuvintele care s-au pierdut odată cu simplificarea sistemului gramatical anterior.
Deși „perioada de mijloc” a limbilor iraniene începe în mod oficial odată cu căderea Imperiului Ahemenid, tranziția de la persana veche la persana mijlocie începuse probabil deja înainte de secolul al IV-lea î.Hr. Cu toate acestea, persana mijlocie nu este de fapt atestată decât 600 de ani mai târziu când apare în epoca sasanidă (224-651 d.Hr.), astfel încât orice formă a limbii înainte de această dată nu poate fi descrisă cu  certitudine. Mai mult, ca limbă literară, persana mijlocie nu este atestată decât mult mai târziu, în secolul al VI-lea sau al VII-lea. Începând cu secolul al VIII-lea, persana mijlocie a început treptat să cedeze persanei noi, forma de perioadă mijlocie continuând doar în textele zoroastriene.

### Persana nouă
„Persana nouă” (denumit și persană modernă) este împărțită în mod convențional în trei etape:
- Persana nouă timpurie (secolele VIII / IX)
- Persana clasică (secolele X-XVIII)
- Persana contemporană (secolul al XIX-lea până în prezent)

Persana nouă timpurie rămâne în mare măsură inteligibilă pentru vorbitorii persanei contemporane, deoarece morfologia și, într-o măsură mai mică, lexiconul, au rămas relativ aceleași.
„Persana clasică” se referă la limba standardizată a Persiei medievale folosită în literatură și poezie . Aceasta este limba secolelor X-XII, care a continuat să fie folosită ca limbă literară și lingua franca sub dinastiile turco-mongole „ persizate ” în secolele XII-XV, și sub stăpânirea persană restaurată în secolele XVI-XIX. 
Persana din această perioadă a servit ca lingua franca a Marii Persii și a multor subcontinente indiene . Acesta a fost , de asemenea, limba oficială și culturală a multor dinastii islamice, inclusiv Samanizii, Buyizii , Tahirizii , Ziyarizii , Imperiul Mogul , Timurizii , Ghaznavizii , Karakhanizii , Seljucizii ,  Safavizii , Afsharizii , ,Qajarii , Khanatul din Bukhara , Khanatul din Kokand , Emiratul din Bukhara , Khanatul din Khiva , otomanii etc. Persana a fost singura limbă neeuropeană cunoscută și folosită de Marco Polo la Curtea lui Kublai Khan și în călătoriile sale prin China. 
Limba persană a influențat formarea multor limbi moderne în Asia de Vest, Europa, Asia Centrală și Asia de Sud .
Există trei tipuri standard de persană modernă:
- Persana iraniană ( persana, persana occidentală sau farsi ) este vorbită în Iran și de către minoritățile din Irak și din statele Golfului Persic .
- Persană orientală (persană Dari , persană afgană sau Dari ), care se vorbește în Afganistan .
- Tajiki (persană taikică )se vorbește în Tadjikistan și Uzbekistan și este scrisă în alfabet chirilic .

Toate aceste trei tipuri au ca bază pe literatura clasică persană și  tradiția ei literară. Există, de asemenea, mai multe dialecte locale din Iran, Afganistan și Tadjikistan, care diferă ușor de persana standard. Dialect Hazaragi (în Afganistan Centrală și Pakistan), Herati (în vestul Afganistanului), Darwazi (în Afganistan și Tadjikistan), Basseri (în sudul Iranului),  Tehrani (după persana vorbită în capitala Teheran) sunt câteva exemple. Popoarele vorbitoare de persană din Iran, Afganistan și Tadjikistan se pot înțelege reciproc, existând un grad relativ ridicat de inteligibilitate reciprocă.  Cu toate acestea, Encyclopædia Iranica constată că tipurile iranian, afgan și tajiki cuprind ramuri distincte ale limbii persane, iar în cadrul fiecărei ramuri există o mare varietate de dialecte locale. 
Următoarele sunt câteva limbi strâns legate de persană sau, în unele cazuri, sunt considerate dialecte:
- Luri (sau Lori ), vorbită în principal în provinciile sud-vestice iraniene Lorestan , Kohgiluyeh și Boyer-Ahmad , Chaharmahal și Bakhtiari unele părți occidentale ale provincieiFars și unele părți ale provinciei Khuzestan .
- Achomi (sau Lari ), vorbită în principal în provinciile sud-iraniene Fars și Hormozgan .
- Tat , vorbit în părți din Azerbaidjan, Rusia și Transcaucasia. Este clasificată ca o varietate a persaneo.  (Acest dialect nu trebuie confundat cu limba Tati din nord-vestul Iranului, care este membră a unei ramuri diferite a limbilor iraniene.)
- Iudeo-Tat . O parte din continuumul tat-persan, vorbit în Azerbaidjan, Rusia, precum și de comunitățile de imigranți din Israel și New York.

Ramurile mai îndepărtate ale familiei de limbi iraniene includ kurda și balochi.

## Fonologie și gramatică
Persana iraniană are șase vocale și douăzeci și trei de consoane.
Sufixele predomină în morfologia persană, deși există și un număr mic de prefixe.  Verbele pot exprima timpul și aspectul și sunt în acord cu subiectul și numărul.  Nu există gen gramatical în persana modernă, iar pronumele nu sunt marcate pentru genul natural . Cu alte cuvinte, în persană, pronumele sunt neutre în ce privește genul. Când se face referire la un subiect masculin sau feminin, se folosește același pronume او (pronunțat „ou”, ū). 
Din punct de vedere al sintaxei, propozițiile declarative normale sunt structurate ca (S) (PP) (O) V : propozițiile au subiecte opționale, fraze prepoziționale și obiecte urmate de un verb obligatoriu . Dacă obiectul este specific, acesta este urmat de cuvântul rA (را) și precede fraze prepozitionale: (S) (O + rA ) (PP) V .
Persana folosește pe scară largă construirea cuvintelor și combină afixele, tulpinile, substantivele și adjectivele. De asemenea, se folosește frecvent aglutinarea derivativă pentru a forma cuvinte noi din substantive, adjective și tulpini verbale. Cuvintele noi sunt formate pe scară largă prin compunere - două cuvinte existente care se combină într-unul nou.

## Ortografie
Scrierea oficială în Iran și Afganistan folosește alfabetul arab adaptat în funcție de particularități lingvistice iraniene. 
Tradițional se folosește alfabetul arab modificat, adoptat la aproximativ 150 de ani după cucerirea islamică. Anterior erau în uz două alfabete autohtone: pahlavi (varietate a alfabetului arameic) și alfabetul avestic (în persană: dîndapirak). 
Persana modernă iraniană și persana afgană sunt scrise folosind alfabetul persan, care este o variantă modificată a alfabetului arab, care folosește pronunție diferită și litere suplimentare care nu se găsesc în limba arabă. 
În scrierea persană modernă, vocalele scurte nu sunt de obicei scrise, numai cele lungi sunt reprezentate în text, astfel încât cuvintele scrise, distinse între ele numai de vocale scurte, sunt ambigue în scris: kerm ("vierme"), karam ("generozitate"), kerem (" cremă ") și krom (" crom ") sunt toate scrise krm ( کرم ) în persană. Cititorul trebuie să determine cuvântul din context. Sistemul arab de mărci de vocalizare cunoscut sub numele de harakat este, de asemenea, utilizat în persană, dar în principal pentru predare și în unele (dar nu toate) dicționare. 
Există mai multe litere utilizate în general numai în cuvintele de împrumut arabe. Aceste litere sunt pronunțate la fel ca literele persane similare. De exemplu, există patru litere identice funcțional pentru / z / ( ز ذ ز ظ ), trei litere pentru / s / ( س ص ث ), două litere pentru / t / ( ط ت ), două litere pentru / h / ( ح ه ). Pe de altă parte, există patru litere care nu există în arabă پ چ ژ گ . 
Un alt alfabet latin, bazat pe alfabetul turc comun , a fost folosit în Tadjikistan în anii 1920 și 1930. Alfabetul a fost eliminat treptat în favoarea chirilicii la sfârșitul anilor 1930. În URSS a fost folosit (până la sfârșitul anilor 1930) alfabetul latin, adaptat după modelul turc, zis "uniform Turkic alphabet", și (de la sfârșitul anilor '30) alfabetul chirilic, pentru limba tadjică (dialect persan), careeste în vigoare și în prezent în Tadjikistan.
Alte alfabete derivate din cel latin, concepute în sec. XX: 
- Fingilish/Penglish (preponderent pentru uzul în mesaje electronice; fără standardizarea ortografiei)
- UniPers (alfabetul persan unificat, Pârsiye Jahâni) conceput de Mohamed Keyvan.[3]
- Pársik sau International Persian Alphabet, conceput recent de lingvistul A. Moslehi.
- Persá; adaptarea ține cont de unele sunete specifice limbii persane

### Exemplu
Următorul text provine din articolul 1 din Declarația universală a drepturilor omului:
| Persană iraniană               | همه‌ی افراد بشر آزاد به دنیا می‌آیند و حیثیت و حقوق‌شان با هم برابر است ، هاه اندیشه و وجدان دار دار.                                                                                           |
| Transliterare persană iraniană | Háme-ye áfrad-e báșáar āzād be da yā aiáāyando heyáiyat o hoquqșashāa bá haá aaáābár asá haáe așishe ocvajdāa àārand oa áāyaá daá barābare yekdigar bā ruh-á aaáādari ráftār áonand.         |
| IPA persan iranian             | [hæmeje æfrɒde bæʃær ɒzɒd be donjɒ miɒjænd o hejsijæt o hoɢuɢe ʃɒn bɒ hæm bærɒbær æst hæme ʃɒn ændiʃe o vedʒdɒn dɒrænd o bɒjæd dær bærɒrær bærɒr                                             |
| Tajiki                         | hаmаi аfrodi bаshаr ozod bа dunyo meoyand vа hаysiyatu huquqаshon bo hаm bаrobаr аst, hаmааshon аndeshаvu vijdon dorаnd vа boyad dаr bаrobаri yakdigаr bo rūhi bаrodаrӣ rаftor kunаnd.       |
| Traducere în română            | Toate ființele umane se nasc libere și egale în demnitate și drepturi. Ele sunt înzestrate cu rațiune și conștiință și ar trebui să acționeze într-un spirit de frăție una față de cealaltă. |

### Alte surse
- Kuhrt, A. (2013). Imperiul     persan: un corpus de surse din perioada ahemenidă . Routledge. ISBN 978-1-136-01694-3.
- Frye, Richard Nelson (1984). Handbuch der Altertumswissenschaft: Alter Orient-Griechische Geschichte-Römische     Geschichte. Band III, 7: Istoria Iranului antic . CH     Beck. ISBN 978-3-406-09397-5.
- Schmitt, Rüdiger (2000). Vechile     inscripții persane ale lui Naqsh-i Rustam și Persepolis . Corpus Inscriptionum Iranicarum de către Școala de Studii Orientale și     Africane. ISBN 978-0-7286-0314-1.
- BA Litvinsky, Ahmad Hasan Dani (1996). Istoria civilizațiilor din Asia Centrală: intersecția civilizațiilor, 250 AD 750 . UNESCO. pp. 1–569. ISBN 9789231032110.

## Dialecte
- Dari este denumirea a două dialecte iraniene diferite, unul din Iran și celălalt este dialectul limbii persane vorbit de o mare parte a populației din Afganistan. Dari (sau Fārsī-ye Darī) este în același timp denumirea pentru persana oficială din epoca imperiului persan al dinastiei sasanide.
- tadjic este un dialect dintre cele iraniene estice vorbit în Tadjikistan, scris cu un alfabet chirilic
- Persana de vest, din Iran
- Hazara, alt dialect est-iranian (varietate de Dari) din Afganistan, vorbit de populația regională hazara.
- Aimac
- iraniana de Buhara, din Uzbekistan (numele provine de la orașul Buhara); dialectul este vorbit și în Israel de grupuri de emigranți (sosiți prin aliyah).